# Franz Macoun

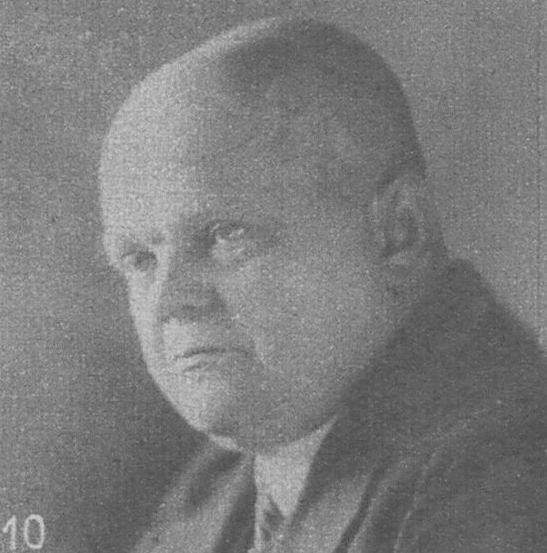
Franz Macoun, um 1929

Franz Macoun (geboren 7. September 1881 in Neundorf, Bezirk Reichenberg, Österreich-Ungarn; gestorben 6. Oktober 1951 in Eskilstuna, Schweden) war ein tschechoslowakischer Politiker der deutschen Minderheit.  

## Leben
Macouns Vater war Kutscher, seine Mutter Textilarbeiterin. Nach der Volksschule besuchte er die Gewerbliche Fortbildungsschule in Kratzau und wurde Textilarbeiter. 1899 trat er in die Gewerkschaft ein, ein Jahr später wurde er Mitglied der SPÖ. Von 1901 bis 1903 arbeitete er als Gehilfe. Anschließend war er hauptberuflicher Funktionär in der Arbeiterbewegung. 1910 besuchte er die Österreichische Parteischule in Bodenbach. Den Ersten Weltkrieg machte Macoun als Soldat in Galizien mit. 
Nach 1918 stieg Macoun in immer höhere Ämter insbesondere innerhalb der Gewerkschaft auf. 1919/20 war er an der Gründung des Deutschen Gewerkschaftsbundes in der Tschechoslowakei beteiligt und wurde dessen Zentralsekretär.
Von 1929 bis 1935 saß Franz Macoun für den Wahlkreis V Böhmisch-Leipa im Abgeordnetenhaus der Tschechoslowakei. Von 1935 bis 1938 war er Abgeordneter des Wahlkreises II Pardubitz. Nach der sog. Machtergreifung der Nationalsozialisten in Deutschland engagierte er sich in der Deutschen Sozialdemokratischen Flüchtlingshilfe in Prag. Während des Zweiten Weltkriegs blieb Macoun in Prag, wobei unklar ist, ob er zeitweise von der Gestapo inhaftiert worden war. 1947 wanderte Macoun nach Schweden aus.